# Wolfgang Baumgart
Wolfgang Baumgart (* 23. Oktober 1949 in Inheiden; † 21. Februar 2011) war ein deutscher Hockeyspieler, der 1972 Olympiasieger wurde.
Wolfgang Baumgart hatte noch keinen Einsatz in der deutschen Nationalmannschaft, als er als jüngster Spieler in das Aufgebot für die Olympischen Spiele 1968 berufen wurde. In Mexiko wirkte der halbrechte Stürmer in drei Spielen mit, die deutsche Mannschaft belegte am Ende den vierten Platz. Vier Jahre später bei den Olympischen Spielen 1972 in München war Baumgart in acht von neun Spielen dabei, auch im Finale beim ersten Olympiasieg der Deutschen Hockeyauswahl.
Für den Gewinn der Goldmedaille bei den Olympischen Spielen 1972 erhielt er am 25. Mai 1972 zusammen mit der Hockeynationalmannschaft das Silberne Lorbeerblatt.
Insgesamt wirkte Wolfgang Baumgart von 1968 bis 1973 in 65 Länderspielen mit, davon 10 in der Halle.
Baumgart spielte beim SC 1880 Frankfurt, mit dem er 1968, 1969 und 1970 Deutscher Meister wurde. Von 1971 bis 1975 gewannen die Frankfurter fünfmal in Folge den Europapokal der Landesmeister. Dabei stand außer Baumgart mit Horst Dröse ein weiterer Olympiasieger von 1972 in allen fünf Siegermannschaften.